# Мураббін (аеропорт)
Аеропорт Мураббін – аеропорт у південно-східному передмісті Мельбурна, Австралія, призначений для легких літаків. Аеропорт було відкрито у грудні 1949 року. Первинно мав назву "Ментон".

## Інфраструктура
Аеропорт має 5 ЗПС, повітряний музей, термінал для вертольотів, вежу контролю польотів та різні льотні тренажери. 

## Транспорт
За 3 км від аеропорту розташовано однойменну залізничну станцію.

## Авіалінії та напрямки на листопад 2018
| Авіакомпанія         | Пункт призначення |
| -------------------- | ----------------- |
| King Island Airlines | Кінг-Айленд       |

## Нагороди
У 2006 році Мураббін було названо "Австралійським регіональним аеропортом року"